# Горчинский, Борис Иванович
Борис Иванович Горчинский — советский военный и государственный деятель, полковник.

## Биография
Родился в 1904 году в Ташкенте. Член КПСС.
Окончил Объединённую Среднеазиатскую школу в Ташкенте, Военную академию им. М. В. Фрунзе.
Участник Гражданской войны, рядовой боец в кавалерийском эскадроне 1-го Туркестанского кавалерийского полка.
В 1929—1941 годах — командир взвода и помощник начальника заставы по политической части 47-го ПОГО, курсовой командир, начальник штаба учебного отряда, преподаватель тактики и конного дела Ново-Петергофского пограничного училища НКВД, командир роты обслуживания, преподаватель тактики и топографии Орджоникидзевского военного училища пограничных войск НКВД.
Участник Великой Отечественной войны: старший помощник начальника 1-го отделения оперативного отдела штаба 34-й армии, и.д. 2-го заместителя начальника оперативного отдела штаба армии, начальник штаба 153-й отдельной стрелковой бригады, 53-й мотострелковой бригады, и.д. заместителя командира, и.д. командира 32-й мотострелковой бригады
В 1945—1947 — командир 40-го инженерно-танкового батальона, командир 2-го гвардейского мотострелкового полка.
С 1947 года — в отставке.
Умер после 1985 года.

## Награды
- Орден Красного Знамени (дважды)
- Орден Кутузова II степени

- Орден Отечественной войны I степени
- Орден Отечественной войны II степени

- Орден Красной Звезды (дважды)

- Орден Virtuti Militari 5 степени